# Gerennus
Gerennus ou Geraint  est un roi légendaire de l’île de Bretagne (actuelle Grande-Bretagne), dont l’« histoire » est rapportée par Geoffroy de Monmouth dans son Historia regum Britanniae (vers 1135).

## Contexte
Geraint ab Elidir War est le nom donné dans le Brut y Brenhinedd au roi désigné sous le nom de Gerennus ou Gerontius fils d'Elidur par Geoffrey de Monmouth. Il succède à son cousin Runo fils de Peredur [Rhun ap Peredur] et il a comme successeur son fils Katellus [Cadell]. Le Brut y Brenhinedd rapporte les mêmes informations en utilisant les noms de souverains entre [ ].

## Sources
- Geoffroy de Monmouth Histoire des rois de Bretagne, traduit et commenté par Laurence Mathey-Maille, Édition Les belles lettres, coll. « La roue à livres », Paris, 2004,  (ISBN 2-251-33917-5)
- (en) Peter Bartrum, A Welsh classical dictionary: people in history and legend up to about A.D. 1000, Aberystwyth, National Library of Wales, 1993 (ISBN 9780907158738), p. 312 GERAINT ab ELIDIR WAR. (Fictitious). (179-159 B.C.)